# 1602 na ciência
O ano de 1602 na ciência e tecnologia incluiu alguns eventos significativos, listados abaixo.

## Eventos gerais
- É inaugurada a Biblioteca Bodleiana na Universidade de Oxford.

## Exploração
- 20 de março - A Companhia Holandesa das Índias Orientais e estabelecida como A Companhia Unida das Índias Orientais pelos Estados Gerais dos Países Baixos.
- 15 de maio - Bartolomew Gosnold torna-se o primeiro europeu a descobrir o Cabo Cod

## Nascimentos
| Data        | Nome               | Profissão  | Nacionalidade | Observações | Ref   |
| ----------- | ------------------ | ---------- | ------------- | ----------- | ----- |
| 8 de agosto | Gilles de Roberval | matemático | França        | m. 1675     | [ 1 ] |